# Cefalea en racimos
La cefalea en racimos (en inglés: cluster headache), también denominado neuralgia de Horton, es un tipo de dolor de cabeza (cefalea) poco frecuente e intenso que suele durar entre 30 y 60 minutos. Ocurre en ataques unilaterales de dolor, típicamente en el área retroorbital (tras la órbita del ojo) y fronto-temporal asociado a síntomas y signos autonómicos del mismo lado, tales como lagrimeo, inyección conjuntival, rinorrea o congestión nasal, o el síndrome de Claude-Bernard-Horner. Las cefaleas en racimos son uno de los trastornos dolorosos más graves en los seres humanos. Generalmente se acompaña de agitación.
Se presenta en ataques sucesivos («racimos») en la misma zona de la cabeza o de la cara  con una duración de entre 15 y 180 minutos, en momentos relativamente predecibles (ritmo circadiano) interrumpidos por períodos de remisión entre racimos que presentan también cierto grado de predictibilidad (ritmo circanual).

## Nomenclatura y clasificación
La cefalea en racimos ha recibido numerosos nombres: cefalea histamínica, cefalea de Horton, cefalea acuminada,  cefalea en acúmulos, cefalea en salvas y cefalea en brotes o, a nivel menos científico, cefalea suicida.[cita requerida]
Pertenece al grupo de cefaleas trigémino autonómicas.
De acuerdo con su periodicidad se le clasifica en dos tipos:
- Cefalea en racimos episódica, en la cual dos racimos (conjunto de ataques) de cefalea que duren entre una semana y un año, estén separados entre sí por un período libre de cefalea de por lo menos un mes de duración.
- Cefalea en racimos crónica, en la cual los intervalos entre las cefaleas ocurridas en un año no superan un mes.

## Epidemiología
La cefalea en racimos tiene una prevalencia de 1 cada 1000 personas de acuerdo con un metaanálisis de los estudios poblacionales. Presenta una prevalencia en la vida de 124 por cada 100 000 habitantes. La prevalencia en un año es de 53 por cada 100 000 habitantes.  La relación hombre:mujer está entre 2,5 y 4,3; siendo mayor en la de tipo crónica (hasta 15,0) que en la de tipo episódica. En cuanto al tipo de cefalea en racimos la relación episódica:crónica es de 6,0; en otros términos, la episódica corresponde a un 80-90 % del total.
Comparada con la migraña, la prevalencia de la cefalea en racimos es mucho menor, correspondiendo sólo entre un 2 a un 9 % de las migrañas. Mientras la migraña es más frecuente en mujeres, la cefalea en racimos es más común en la población masculina. Se presenta  generalmente alrededor de los 30 años, pero su comienzo puede ser en la niñez o la ancianidad. Las mujeres suelen presentarlo a una edad menor que los hombres.

## Etiología
La causa de la cefalea en racimos no se conoce. Hay escasa evidencia de que tenga un patrón genético autosómico dominante. Se han reconocido varios factores que pueden desencadenar un ataque. La inyección de histamina subcutánea provoca un ataque de cefalea en el 69 % de los pacientes. El estrés, algunos alérgenos, cambios estacionales o la nitroglicerina puede producir ataques en algunos pacientes. El alcohol induce los ataques durante los racimos pero no en el período de remisión.
Los factores de riesgo son:
- Sexo masculino
- Mayor de 30 años
- Vasodilatadores (por ejemplo alcohol)
- Cirugía o trauma cefálico (en algunos casos)

### Patogenia
La patofisiología de la cefalea en racimos no se entiende completamente. La periodicidad de los ataques sugiere un rol del reloj biológico del hipotálamo, en conjunto con una desinhibición de las vías nociceptivas trigeminales. Estudios con Tomografía por emisión de positrones (PET), han podido identificar la materia gris del área posterior del hipotálamo como la región defectuosa de la cefalea en racimos.
Se han demostrado patrones de habituación alterados producto de una sensibilización central de las vías trigeminales, en conjunto con un funcionamiento alterado de las vías serotoninérgicas entre los núcleos del rafe y el hipotálamo (aunque no tan marcado como en las migrañas). La disfunción hipotalámica ha sido demostrada por espectroscopía de resonancia magnética nuclear con el marcador N-acetil aspartato neuronal.
Se han demostrado niveles más bajos de testosterona durante los racimos, en conjunto con una alteración en los niveles de cortisol, hormona luteinizante, hormona de crecimiento y prolactina; además se pierde el alza nocturna normal de melatonina durante los episodios de racimos.
Se cree que la disminución en las vías opioidergicas de la glándula pineal y del hipotálamo tienen un rol en la producción de la cefalea en racimos.

## Cuadro clínico
La cefalea en racimos se caracteriza por episodios («racimos») de ataques repetitivos de dolor de cabeza unilateral (no necesariamente de un mismo lado cada vez); cada ataque tiene una aparición y término bruscos, es terriblemente doloroso, dura entre 15 y 180 minutos (más frecuente entre 45 a 90 minutos) y se localiza en torno a la órbita y la zona temporal; típicamente los ataques tienen un ritmo circadiano característico, ocurriendo en horarios regulares durante cada episodio.
Cada ataque se acompaña de signos y síntomas autonómicos, como ojo rojo, lagrimeo, ptosis palpebral (caída del párpado), miosis (empequeñecimiento de la pupila), edema de párpado, rinorrea (secreción nasal), obstrucción nasal y congestión facial.  También puede acompañarse, como en la migraña, de náuseas, vómitos, fotofobia y fonofobia e incluso con aura. A diferencia de otras cefaleas, el ataque de cefalea en racimos suele acompañarse de agitación y agresividad.
La literatura médica describe el dolor de la cefalea en racimos como uno de los más intensos que un ser humano puede experimentar. Las mujeres que padecen esta enfermedad refieren que el dolor es más intenso que los del parto. Se estima que es entre 100 a 1000 veces más intensos que una migraña.
Es, por tanto, una enfermedad altamente incapacitante, pues impide al enfermo hacer cualquier actividad durante el ataque y deja secuelas tales como agotamiento.
Las fases de actividad y remisión son de duración variable según las personas, algunos enfermos presentan los síntomas de modo crónico, mientras otros tienen periodos de remisión de varios años.
Los ataques de cefalea en racimos siguen un modelo estereotípico, aparecen con frecuencia durante el sueño o al despertar por la mañana, el dolor es severo, constante, taladrante y de carácter uniforme. Se localiza preferentemente en la región periorbital o temporal, es unilateral en el 90 % de los casos y reaparece una y otra vez en el mismo punto. 
La ingestión de alcohol suele desencadenar un ataque en un periodo máximo de dos horas, y el consumo de tabaco durante los ataques suele acentuar el dolor.

## Diagnóstico diferencial
La cefalea en racimos debe diferenciarse de otras cefaleas como la migraña y, en particular, con otras formas de cefaleas trigémino autonómicas:
- La hemicránea paroxística, que es más habitual en mujeres que en varones y cuyos episodios dolorosos son más cortos y frecuentes; el dolor no se alivia con medicamentos de la familia de los triptanes y si con indometacina. La hemicranea paroxística es mucho menos frecuente que la cefalea en racimos.
- El síndrome SUNCT, poco frecuente.[8]
- La neuralgia del trigémino.

## Tratamiento
El tratamiento medicamentosos de la cefalea en racimos se divide entre aquellos que son útiles para que desaparezcan los síntomas durante un ataque y preventivos que se emplean con la finalidad de que no se presenten los episodios. Es frecuente que la enfermedad no se detecte al principio de su aparición, dado que su incidencia es escasa. Los analgésicos de uso común como el paracetamol son por lo general de escasa eficacia.

### Tratamiento del episodio agudo
Para el episodio agudo de dolor son útiles las siguientes terapias:
- Triptanes. 
  - El sumatriptán, en una dosis de 6 mg aplicado por vía subcutánea ese el tratamiento de elección para tratar un ataque de cefalea en racimos. Los efectos adversos son náuseas, fatiga, parestesias, rigidez torácica y de garganta.[3][9]
  - El sumatriptán (20 mg) o el zolmitriptán (5 a 10 mg) aplicados por vía intranasal, han demostrado ser más eficaces que un placebo en terminar un ataque de cefalea en racimos. Los efectos adversos son náuseas, fatiga, parestesias, rigidez torácica y de garganta, mal sabor.[3][9][10]
- Administración de oxígeno al 100 % a un caudal de entre 7 a 12 litros por minuto durante un periodo de tiempo entre 15 a 30 minutos es efectivo en aliviar el dolor de la mayoría de los pacientes, aunque en un 25 % de los casos el efecto es transitorio y el ataque de dolor sólo se posterga por un rato (minutos a horas).[3][10]
- Lidocaína tópica, en una dilución al 10 %, aplicada en gotas nasales o mediante un pulverizador, produce un alivio leve a moderado, y habitualmente no termina totalmente con el dolor. Es útil en combinación con otras terapias.[3][9][10]
- Dihidroergotamina, 1 mg por vía nasal con pulverizador reduce la intensidad del dolor.[3][9][10]
- Octreótido. Inyectable, es efectivo en algunos pacientes. Los efectos adversos son dolor en el sitio de la inyección, dolor abdominal, náuseas, hiperglucemia.[9][10]

### Tratamiento transitorio
Los tratamientos transitorios se ocupan en conjunto con la aplicación de tratamientos del episodio agudo y el inicio del efecto de los tratamientos preventivos con el fin de lograr un control precoz de los ataques. No deben utilizarse en un plazo largo.
- Corticoesteroides. Prednisona (1 mg por kg de peso; mínimo 40 mg y máximo 60 a 80 mg al día) o prednisolona, retirando progresivamente después del quinto día. También se ha utilizado una dosis de metilprednisolona intravenosa (30 mg por kg de peso en tres horas) durante un ataque, logrando remisión parcial o completa.[9]
- Bloqueo del nervio occipital, con una mezcla de betametasona de absorción rápida y lenta.
- Dihidroergotamina intravenosa. Se usa en pacientes hospitalizados. Mientras se administra se logra una alta tasa de remisión. Su administración antes de dormir previene ataques nocturnos.[9]

### Tratamiento preventivo
Como tratamiento preventivo se pueden emplear los siguientes fármacos:
- Primera línea[9]
  - El verapamilo es el tratamiento de elección. Se usa una dosis diaria entre 240 y 960 mg dividida en dos o tres dosis. Para usarlo en forma segura la dosis debe titularse cuidadosamente con monitoreo electrocardiográfico periódico, comenzando con 80 mg tres veces al día e incrementando cada 10 a 14 días. Esto se continua hasta que se terminan los ataques de cefalea en racimos, aparecen efectos adversos (prolongación del segmento PR o cualquier arritmia) o se llega al dosis máxima de 960 mg al día. Su eficacia asciende a un 70 % de pacientes con mejora sustancial. Los efectos adversos son hipotensión, estreñimiento, edema periférico.[3][9][10]
- Segunda línea[9]
  - Carbonato de litio. Esta sustancia se emplea habitualmente para el tratamiento de enfermedades psiquiátricas como el trastorno bipolar, pero es también eficaz como agente preventivo en la cefalea en racimos, especialmente del tipo crónico. La dosis efectiva va entre 600 a 1200 mg diariamente o bien la que logre concentraciones plasmáticas de 0,8 a 1,0 mEq/L. Los efectos adversos incluyen temblor, sed, poliuria y diarrea.[3][9][11][10]
  - Agentes anticonvulsivantes, como el topiramato en dosis entre 25 y 250 mg al día. Los efectos adversos como enlentecimiento cognitivo, cansancio, mareos y depresión limitan su uso. No es recomendable en personas con historia de nefrolitiasis.[3][9][11]
- Tercera línea[9]
  - Metisergida, en dosis máxima de 12 mg al día por seis meses consecutivos, luego un mes de reposo y repetir el ciclo. Su uso se asocia con complicaciones pulmonares (fibrosis) y de otros tejidos.[3]
  - Melatonina.[3][10]
  - Gabapentina, en dosis entre 800 y 3600 mg/día. Los efectos adversos son somnolencia, mareos, cansancio.[3][9]
  - Ácido valproico, en dosis entre 500 y 2000 mg/día.[9]
  - Baclofeno.[9]
  - Clonidina.[9]
  - Toxina botulínica.[9]
- Otros
  - Betabloqueantes como el atenolol.[cita requerida]
  - Antidepresivos como la amitriptilina.[cita requerida]

### Otros tratamientos
Si bien la gran mayoría de los pacientes logra un resultado exitoso con alguna combinación de los tratamientos mencionados, existe un grupo menor con cefalea en racimos refractaria en quienes se han realizado y desarrollado otros tipo de terapias, tales como la cirugía radical (rizotomía sensorial del trigémino), abandonada actualmente, así como el bloqueo o la neuroestimulación  del nervio occipital y la estimulación cerebral profunda de la región hipotalámica.
El bloqueo del nervio occipital mayor fue propuesto por Anthony en la década de 1980. La aplicación en la zona occipital por el lado del dolor de lidocaína al 1 % y 40 mg de triamcinolona, logró un efecto positivo en un 64 % de los pacientes. El uso de lidocaina al 2 % con betametasona, logró un resultado positivo en un 85 % de los pacientes. Otros resultados relativamente similares se han obtenido con lidocaina y metilprednisolona (59 % de resultados positivos); y prilocaína (60% de resultados positivos).
El bloqueo del ganglio esfenopalatino por vía endoscópica logra algún grado de alivio.
La estimulación nerviosa periférica de los nervios occipitales ha demostrado cierto grado de éxito en algunos pacientes refractarios al tratamiento medicamentoso.
La estimulación del ganglio esfenopalatino también ha tenido resultados positivos en algunos pacientes refractarios seleccionados.
El Dr. Andrew Sewell y el Dr. John Halpern, del Hospital McLean en Boston investigaron en el año 2009 la capacidad de la psilocibina  y el LSD como tratamiento, para ello examinaron los registros médicos de 53 pacientes que habían tomado setas alucinógenas y reportaron en la revista Neurology que la mayoría de ellos manifestaban presentar mejoría parcial o total de los síntomas.
En algunas personas, el extracto de la planta pueraria lobata (Kudzu) utilizada desde antiguo en la medicina tradicional China para diversas afecciones, disminuye la intensidad, frecuencia y duración de los ataques, con efectos adversos mínimos pero sin disminuir la duración de los períodos de racimos.